# Roźwienica (gmina)
Roźwienica – gmina wiejska w województwie podkarpackim, w powiecie jarosławskim. W latach 1975–1998 gmina położona była w województwie przemyskim.
Siedziba gminy to Roźwienica.
Według danych z 31 grudnia 2017 roku gminę zamieszkiwało wówczas 6 232 osób.
Wsie leżące w gminie: Bystrowice, Chorzów, Czudowice, Cząstkowice, Mokra, Roźwienica, Rudołowice, Tyniowice, Więckowice, Wola Roźwienicka, Wola Węgierska, Węgierka.

## Struktura powierzchni
Według danych z roku 2002 gmina Roźwienica ma obszar 70,69 km², w tym:
- użytki rolne: 74%
- użytki leśne: 19%

Gmina stanowi 6,87% powierzchni powiatu.

## Demografia
| Opis                              | Ogółem | Ogółem | Kobiety | Kobiety | Mężczyźni | Mężczyźni |
| --------------------------------- | ------ | ------ | ------- | ------- | --------- | --------- |
| jednostka                         | osób   | %      | osób    | %       | osób      | %         |
| populacja                         | 6 232  | 100    | 3 104   | 49,8    | 3 128     | 50,2      |
| gęstość zaludnienia (mieszk./km²) | 91     | 91     | 45      | 45      | 46        | 46        |

## Sołectwa
Bystrowice, Chorzów, Cząstkowice, Czudowice, Roźwienica, Rudołowice, Mokra, Tyniowice, Węgierka, Więckowice, Wola Roźwienicka, Wola Węgierska.

## Sąsiednie gminy
Chłopice, Krzywcza, Pawłosiów, Pruchnik, Rokietnica, Zarzecze